# Apostasia (Orchideen)

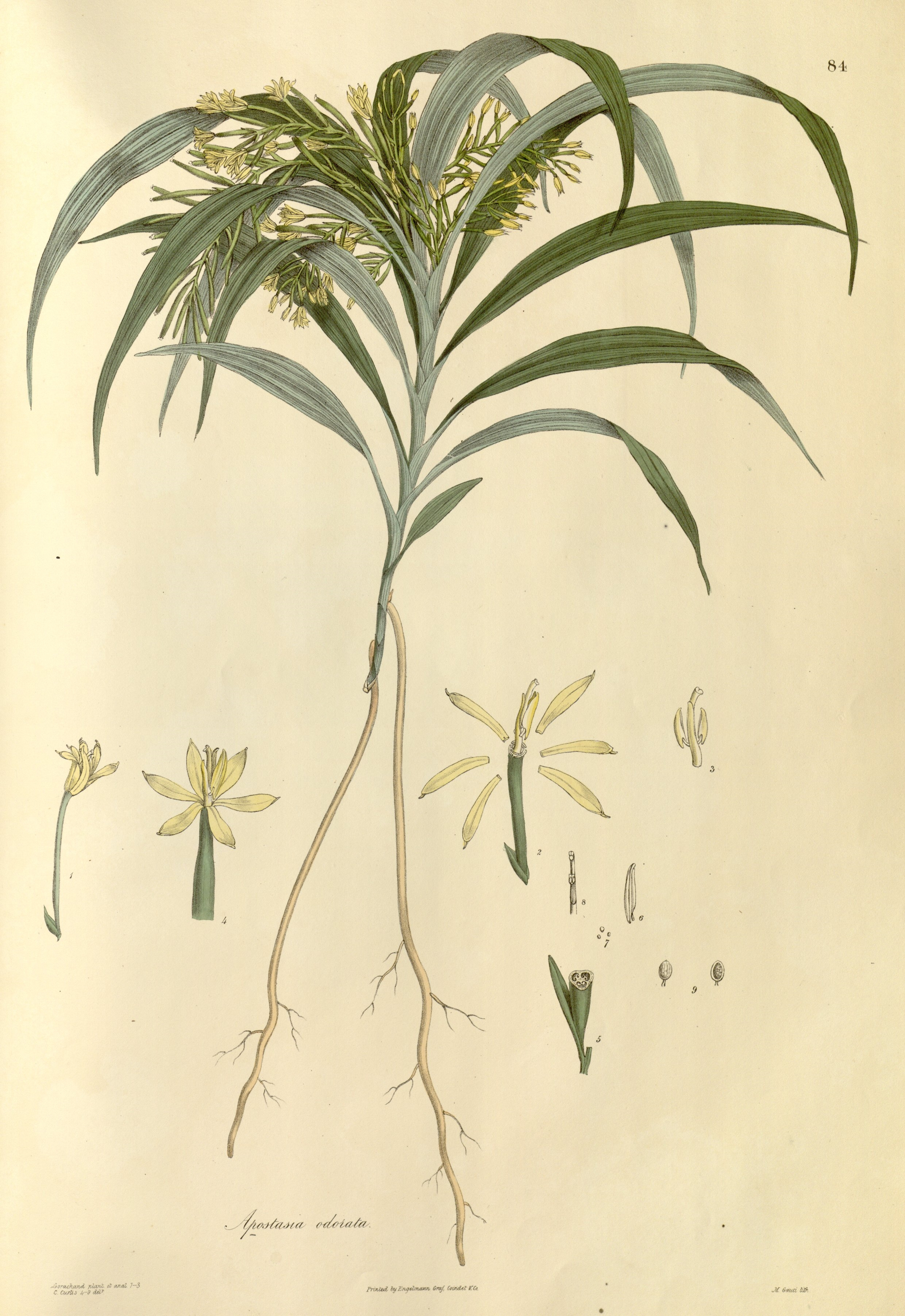
Illustration von Apostasia wallichii

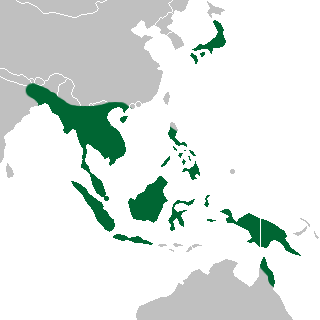
Apostasia – Verbreitung

Apostasia ist eine Gattung aus der Familie der Orchideen (Orchidaceae). Sie besteht aus acht bis neun Arten krautiger Pflanzen, die im tropischen Südostasien beheimatet sind.

## Beschreibung
Die Arten der Gattung Apostasia bilden ein kriechendes Rhizom, das von trockenen Niederblättern umhüllt ist. Die Wurzeln sind dünn, von Velamen radicum umgeben, sie bilden kleine, rundliche Knollen. Die Wurzeln entspringen nicht nur entlang des Rhizoms, sondern auch aus dem oberirdischen Spross, wo sie durch die Blattbasen brechen.
Die aufsteigenden, manchmal verzweigten Sprosse tragen die Laubblätter in einer lockeren Rosette oder gleichmäßig am Spross verteilt. Die Blätter sind lanzettlich bis schmal oval geformt. Der Blattgrund läuft keilförmig in einen undeutlichen Blattstiel zu, der den Spross umfasst und komplett verhüllt. Die Blattspreite ist recht glatt und nicht längs der Nervatur gefältelt. An der Blattspitze sind die Blattränder zu einer dünnen Röhre zusammengewachsen.
Der meist verzweigte, übergeneigte bis herabhängende Blütenstand erscheint endständig. Die Tragblätter sind deutlich kürzer als der Fruchtknoten. Der kurze Blütenstiel geht übergangslos in den langen, schmalen Fruchtknoten über. Die Blüten sind nicht resupiniert. Die Blütenblätter sind frei, von fleischiger Textur, etwas kahnförmig gebogen und weiß, cremefarben oder gelb gefärbt. Sepalen und Petalen unterscheiden sich kaum, auch eine Spezialisierung eines Petals als Lippe ist kaum zu bemerken, die Blüten sind annähernd radiärsymmetrisch. Die Säule entsteht aus den am Grund miteinander verwachsenen Staubfäden und Griffel. Es sind zwei fruchtbare Staubblätter und bei manchen Arten ein drittes unfruchtbares (Staminodium) vorhanden. Die entstehende Kapselfrucht ist zylindrisch geformt, mit drei Längsrippen.

## Vorkommen
Apostasia ist im tropischen Südostasien verbreitet. Die nördliche Verbreitungsgrenze läuft von Nordost-Indien durch Südchina. Ein disjunktes, noch weiter nördlich gelegenes Vorkommen liegt auf den japanischen Ryūkyū-Inseln. Südostwärts erstreckt sich das Areal über Hinterindien, Indonesien, die Philippinen bis nach Neuguinea und den Nordosten Australiens. Ebenfalls disjunkt liegt ein Areal auf Sri Lanka. Apostasia-Arten kommen von der Meeresküste bis auf etwa 1700 Meter Höhe vor. Apostasia wallichii ist die Art mit der größten Verbreitung.
Die Standorte liegen meist im Schatten immergrüner, feuchter Wälder.

## Systematik und botanische Geschichte
Apostasia bildet zusammen mit der Gattung Neuwiedia eine eigene Unterfamilie innerhalb der Orchideen, die Apostasioideae. Diese Unterfamilie ist die Schwestergruppe zu allen anderen Orchideen. Innerhalb der Gattung lassen sich zwei Sektionen unterscheiden, die Sektion Apostasia mit einem vorhandenen Staminodium und die Sektion Adactylus ohne Staminodium.
Die Gattung Apostasia wurde 1825 von Carl Ludwig Blume aufgestellt. Die Typusart ist Apostasia odorata. Der Name Apostasia kommt aus dem Griechischen und bedeutet „Unterschied“ oder „Scheidung“, was auf die Unterschiede zu den anderen Orchideen hinweisen soll.
Folgende Arten werden zu Apostasia gezählt:
- Apostasia elliptica J.J.Sm.: Sie ist nach WCSP ein Synonym von Apostasia latifolia.[3]
- Apostasia fogangica Y.Y.Yin, P.S.Zhong & Z.J.Liu: Diese 2016 erstbeschriebene Art kommt in der chinesischen Provinz Guangdong vor.[3]
- Apostasia latifolia Rolfe: Sie kommt in Malaysia, in Sumatra und Borneo vor.[3]
- Apostasia nipponica Masam.[4][3]
- Apostasia nuda R.Br.: Assam bis westliches Malesien.[3]
- Apostasia odorata Blume: Arunachal Pradesh bis südliches China und Malesien.[3]
- Apostasia parvula Schltr.: Sie kommt in Borneo vor.[3]
- Apostasia ramifera S.C.Chen & K.Y.Lang: Sie kommt im südwestlichen Hainan vor.[3]
- Apostasia shenzhenica Z.J.Liu & L.J.Chen: Die 2011 erstbeschriebene Art kommt in der chinesischen Provinz Guangdong vor.[3]
- Apostasia wallichii R.Br.: Sie kommt von China bis ins tropische Asien und nördliche Australien und außerdem in Japan vor.[3]

## Mykorrhiza
Die Vertreter der Gattung Apostasia bilden mit Pilzen aus der weiteren Verwandtschaft des Pfifferlings (Pfifferlingsartige, Cantharellales) eine Mykorrhiza. Hierbei sind Vertreter aus zwei Gattungen die Mykosymbionten von Apostasia: Traubenbasidien (Botryobasidium, Traubenbasidienverwandte) und Ceratobasidium (Ceratobasidiaceae).

## Belege
Die Informationen dieses Artikels stammen überwiegend aus:
- Alec M. Pridgeon, Phillip J. Cribb, Mark W. Chase, Finn N. Rasmussen (Hrsg.): Genera Orchidacearum. General Introduction, Apostasioideae, Cypripedioideae. Band 1. Oxford University Press, New York und Oxford 1999, ISBN 0-19-850513-2, S. 100–104.
- Chen Xinqi, Zhu Guanghua, Ji Zhanhe, Lang Kaiyong, Luo Yibo, Phillip Cribb: Orchidaceae. In: Wu Zhengyi, Peter H. Raven (Hrsg.): Flora of China. Band 25. Missouri Botanical Garden Press, St. Louis (efloras.org [abgerufen am 14. November 2009] 1994+).
- E. F. de Vogel: Monograph of the Tribe Apostasieae (Orchidaceae). In: Blumea. Band 17, Nr. 2, 1969, S. 313–350.